# Xaragall

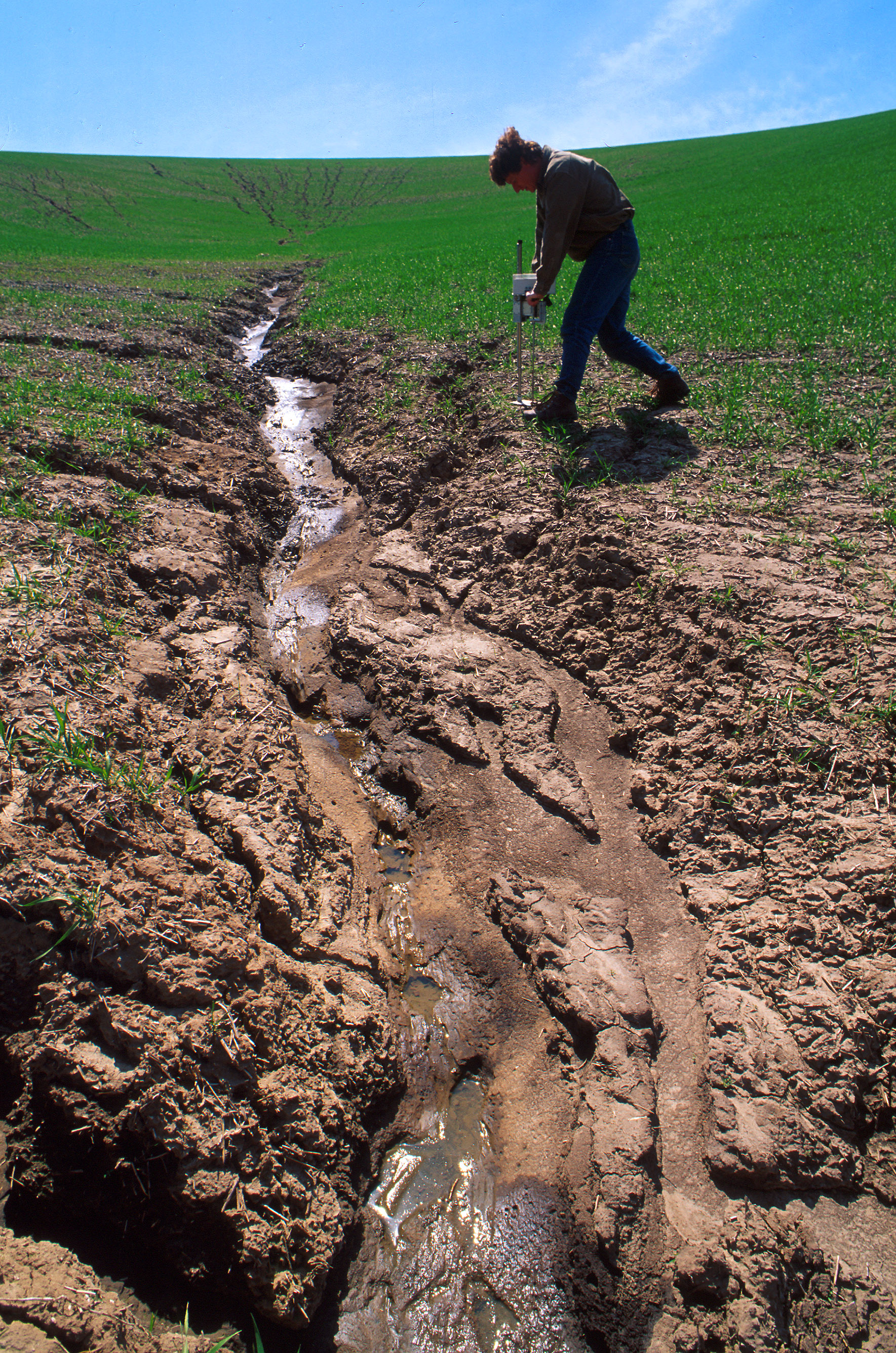
Un xaragall en un camp de conreu

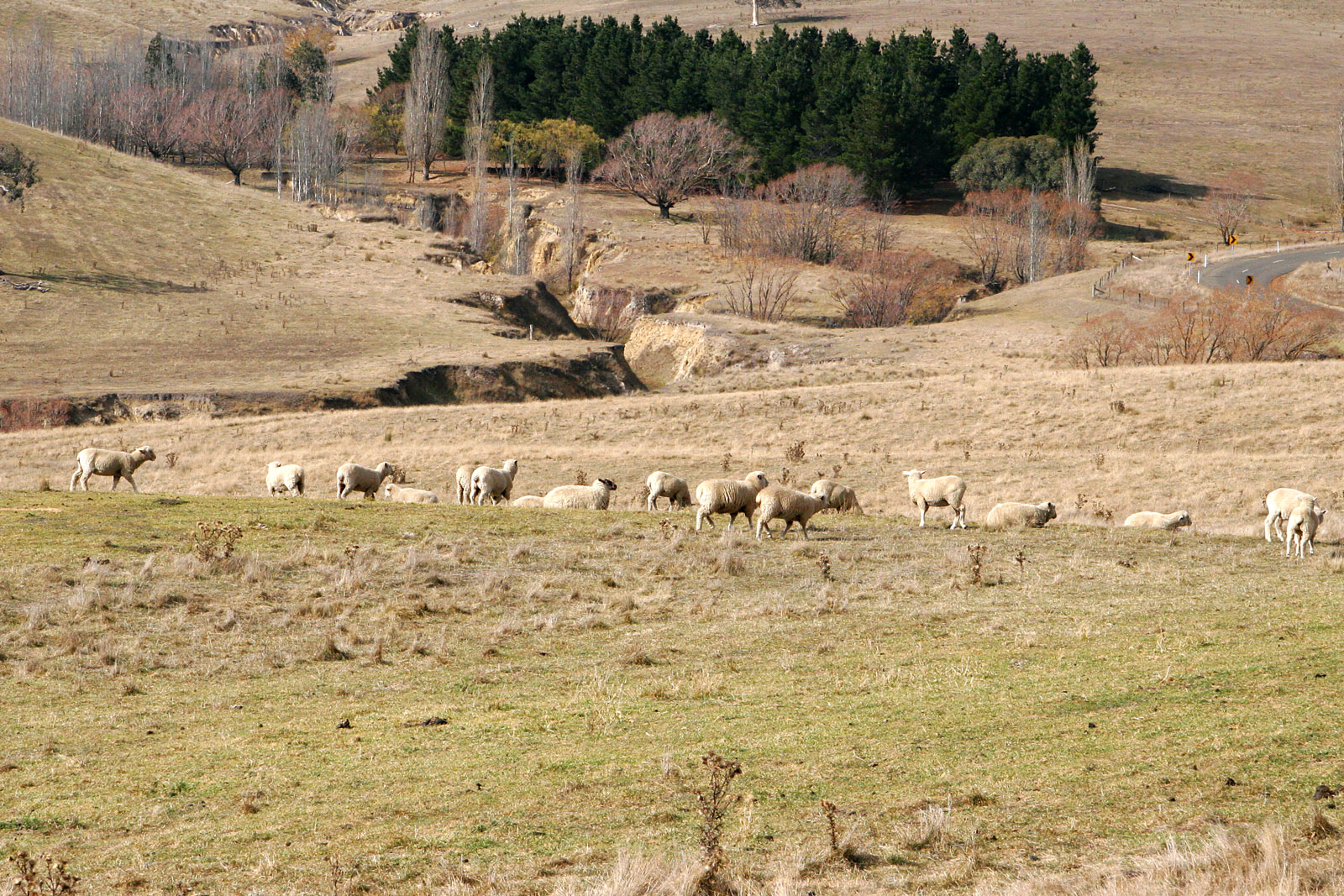
Imatge d'un escorranc

Un xaragall, escorranc o aragall és una incisió erosiva que produeix l'aigua de la pluja en escórrer-se per un terreny inclinat, deixant la zona desproveïda de vegetació, exposant el fons pedregós. Un xaragall és un canal de drenatge temporal de ribes rostes, amb una amplària i una fondària que oscil·la entre 1 i 10 m. Normalment és una zona àrida i seca, colonitzada per poques espècies vegetals. Com que és essencialment un curs d'aigua normalment sec, sovint el terme "xaragall" és pràcticament idèntic a "torrent" o "barranc". Hi ha rieres que duen aquest nom, com la riera del Xaragall, al Maresme, i el Xaragall de l'Espinal, al Vallès Oriental. A Mallorca, a la serra de Tramuntana, hi ha rossegueres que es coneixen amb el nom de "xaragall". Hi ha també pobles que tenen un carrer amb el nom de "xaragall". Això prové del fet que quan plou l'aigua de les muntanyes baixa per aquest carrer fins a arribar al torrent. Àdhuc hi ha pobles, com el Xaragall, nucli de població de Vilanova del Vallès, que duen aquest nom.